# Raja Zafar ul Haq
Raja Muhammad Zafar-ul-Haq (ourdou : راجہ ظفرالحق), né le 18 novembre 1935 dans le district de Rawalpindi, est un homme politique pakistanais. Il est chairman de la Ligue musulmane du Pakistan (N) depuis 2000, est deux fois ministre des Affaires religieuses et est un important sénateur de son parti.
Étudiant en droit, il commence sa carrière durant le régime de Muhammad Zia-ul-Haq et devient ensuite ministre des affaires religieuses de 1981 à 1985 puis rejoint la Ligue musulmane du Pakistan (N) après la mort du président. Élu pour la première fois sénateur en 1991, il redevient ministre des affaires religieuses durant le second gouvernement de Nawaz Sharif de 1997 à 1999. Il a également été plusieurs fois chef de l'opposition au Sénat ou chef de la chambre haute.

## Biographie

### Jeunesse et éducation
Raja Zafar ul Haq est né le 18 novembre 1935 à Matore dans le district de Rawalpindi, dans le nord de la province du Pendjab. Son père était un officier de police, et l'un de ses deux fils, Raja Muhammad Ali, est un député de l'Assemblée provinciale du Pendjab également membre de la Ligue musulmane du Pakistan (N).
En 1956, il est diplôme du Government College University, Lahore (en) puis obtient un Bachelor of Laws en 1958 du Punjab Law College. Il travaille dès la même année pour une association à Lahore, puis pratique sa profession juridique à Rawalpindi à partir de 1981 et devient de 1987 un avocat à la Cour suprême.

### Carrière politique
Raja Zafar ul Haq a commencé sa carrière politique durant les années 1980 durant la présidence du général Muhammad Zia-ul-Haq. Membre de la Ligue musulmane, il devient ensuite conseiller du président puis ministre fédéral de l'information, de la diffusion et des affaires religieuses de 1981 à 1985. Il est à ce titre accusé par les ahmadis d'avoir mené une politique les discriminant. Il se présente aux élections législatives en 1985 mais n'est pas élu, et est ensuite nommé par le président Zia ambassadeur pour l'Égypte et occupe ce poste de 1985 à 1986, puis devient conseiller du Premier ministre Muhammad Khan Junejo de 1986 à 1987.
Après la mort de Zia-ul-Haq en 1988, il s'engage dans la Ligue musulmane du Pakistan (N). En 1991, il est élu sénateur pour un mandant de six ans, et devient chef de l'opposition à la chambre haute de 1994 à 1996. Durant le second du Premier ministre Nawaz Sharif, il est ministre des affaires religieuses du 21 juillet 1997 au 12 octobre 1999, jusqu'au renversement du gouvernement par Pervez Musharraf. 
En 2000, il est élu chairman de son parti, la Ligue musulmane du Pakistan (N), poste qu'il occupe encore aujourd'hui alors que Nawaz Sharif conserve le poste de président, dont il est par ailleurs un proche.
En mars 2009, il est de nouveau élu sénateur de son parti puis prend la tête d'un groupe d'opposition au Sénat, avant de devenir leader de la chambre haute en 2013 après le retour de Nawaz Sharif au pouvoir bien que son parti y soit minoritaire. En mars 2015, il est réélu pour un nouveau mandat de six ans. Il retrouve la tête de l'opposition au Sénat le 26 août 2018.